# 날씨 언니
《날씨 언니》(일본어: お天気お姉さん)는 TV 아사히 계열의 〈금요 나이트 드라마〉 시간대(매주 금요일 23:15 ~ 24:15, JST)에서 2013년 4월 12일부터 6월 7일까지 방송된 일본의 텔레비전 드라마이다. 주연은 타케이 에미.
방송 시의 오프닝 타이틀에는 〈THE WEATHER GIRL KNOWS〉라는 영어 부제가 붙는다.

## 등장인물

### 주요 인물
아베 하루코 - 타케이 에미
아침 정보 프로그램 《모닝 Z》의 날씨 캐스터.
아오키 고타 - 오쿠라 타다요시
경시청 수사 1과의 신인 형사.
미쿠모 산페이 - 사사키 쿠라노스케
경시청 관찰 의무실 감찰 의사 20년 이상 경력의.
미츠요 - 단 미츠
하루코의 하숙집인 츠쿠다시마의 스낵 〈꿀맛〉의 마마.
하시모토 아카네 - 사사키 노조미
아나운서. 《모닝 Z》의 MC.

### 모닝 Z
아침 6:00부터 시작하는, TV taiyo의 아침 정보 프로그램.
카하라 요이치로 - 오미야 타로
메인 MC.
후루야 오코 - 나이토 리사
아나운서.
츠치야 미도리 - 노무라 마스미
아나운서.
하라구치 란 - 후에키 유코
프로듀서.
소메야 세이지 - 노마구치 토오루
날씨 담당 디렉터.
나카지마 - 스즈키 노부유키
플로어 AD.
쿠로사와 스미레 - 니시다 나츠미
AP.
이와모토 - 코노 나오키
AP.
스미노 - 우메후네 아리에이
메이크 담당.
카자마 세이치 (38) - 야마나카 소우 (제3화는 목소리만/제4 ~ 7화)
아카네를 스토킹하는 남자.

### 경시청 수사 1과
카메오카 타쿠미 - 타카치 노보루
형사. 고타의 선배.
엔도 소이치 - 마루야마 토모미
형사. 고타의 선배.
야기 케이지 - 카와시마 준야
형사.

## 스태프
- 각본 - 오오이시 시즈카
- 연출 - 카타야마 오사무, 우에다 히사시, 타무라 나오미
- 음악 - 스에히로 켄이치로, 카미사카 쿄스케
- 주제가 - 칸쟈니∞ 〈심술쟁이〉 (테이치쿠 엔터테인먼트)
- 음악 프로듀스 - 시다 히로히데
- 기획 협력 - 코가 세이치
- 제너럴 프로듀서 - 우치야마 세이코 (TV 아사히)
- 프로듀서 - 나카가와 신코 (TV 아사히), 야마모토 요시히코 (MMJ)
- 제작 - TV 아사히, MMJ

## 방송 일자
| 각 화                                                      | 방송일          | 부제                                    | 연출            | 시청률 |
| ---------------------------------------------------------- | --------------- | --------------------------------------- | --------------- | ------ |
| 제1화                                                      | 2013년 4월 12일 | 그 “기상 트릭” 저라면 풀 수 있습니다    | 카타야마 오사무 | 11.9%  |
| 제2화                                                      | 4월 19일        | 마의 브로켄 현상남은 2번 살해된다!?     | 카타야마 오사무 | 10.1%  |
| 제3화                                                      | 4월 26일        | 염력으로 사람을 불태우는 여자의 트릭    | 타무라 나오미   | 9.5%   |
| 제4화                                                      | 5월 3일         | 더스트 데블 현상!! 하늘에서 내려온 남자 | 타무라 나오미   | 9.3%   |
| 제5화                                                      | 5월 10일        | 한여름에 동사하는 남자                  | 우에다 히사시   | 10.2%  |
| 제6화                                                      | 5월 17일        | 만월을 조종하는 여자                    | 카타야마 오사무 | 9.5%   |
| 제7화                                                      | 5월 24일        | 화장실에서 감전!! 사라진 여자 아나운서  | 타무라 나오미   | 9.6%   |
| 제8화                                                      | 5월 31일        | 최종장!! 미라가 된 여대생               | 우에다 히사시   | 9.3%   |
| 최종화                                                     | 6월 7일         | vs천재 과학자!! 유죄율 100%의 최종 예보 | 카타야마 오사무 | 9.2%   |
| 평균 시청률 9.8% (시청률은 칸토 지구·비디오 리서치사 조사) |                 |                                         |                 |        |